# Copa del Pacífico 1965
La Copa del Pacífico de 1965 fue la III edición de la Copa del Pacífico. Esta versión del torneo se disputó en las ciudades de Santiago en Chile y de Lima en Perú, en partidos de ida y vuelta los días 15 y 28 de abril.
En esta edición Chile se adjudicó por primera vez el torneo, después de dos campeonatos consecutivos obtenidos por la selección del Perú.

## Partidos

### Partido de ida
| 15 de abril de 1965 | Chile                                    | 4:1 (3:1) | Perú       | Estadio Nacional, Santiago                                         |                                                                    |
|                     | Landa 11' (pen.), 18' · Araya 20', 76' · | Reporte   | Zegarra 8' | Asistencia: 47.589 espectadores Árbitro(s): Claudio Vicuña (Chile) | Asistencia: 47.589 espectadores Árbitro(s): Claudio Vicuña (Chile) |

| Chile | Chile | Perú | Perú |
| ----- | --- | --- | ---- |
| Chile | Copa del Pacífico 1965, Partido de ida 15 de abril de 1965 en Estadio Nacional, Santiago Resultado: 4:1 Asistentes: 47.589 Árbitro: Claudio Vicuña (Chile) Reporte                   | Copa del Pacífico 1965, Partido de ida 15 de abril de 1965 en Estadio Nacional, Santiago Resultado: 4:1 Asistentes: 47.589 Árbitro: Claudio Vicuña (Chile) Reporte                    | Perú |
| Chile | Adán Godoy · Luis Eyzaguirre · Carlos Contreras · Humberto Donoso · Hugo Villanueva · Ignacio Prieto · Roberto Hodge · Pedro Araya · Honorino Landa · Rubén Marcos · Carlos Hoffmann | Rodolfo Bazán · Eloy Campos · Julio Meléndez · Pedro González · Luis Cruzado · José Fernández · Víctor Calatayud · Víctor Zegarra · Pedro Pablo León · Ángel Uribe · Alfredo Mosquera | Perú |
| Chile | Francisco Hormazábal | Marcos Calderón | Perú |
| Chile | Juan Olivares · Ricardo Cabrera · Francisco Valdés · Alberto Fouillioux | Dimas Zegarra · Manuel Grimaldo · José del Castillo | Perú |
| Chile | Goles | | Perú |
| Chile | · 1:1 11' (pen.) Honorino Landa · 2:1 18' Honorino Landa · 3:1 20' Pedro Araya · 4:1 76' Pedro Araya                                                                                 | 0:1 8' Víctor Zegarra | Perú |

### Partido de vuelta
| 28 de abril de 1965 | Perú | 0:1 (0:0) | Chile     | Estadio Nacional, Lima                                             |                                                                    |
|                     |      | Reporte   | Araya 54' | Asistencia: 45.000 espectadores Árbitro(s): Arturo Yamasaki (Perú) | Asistencia: 45.000 espectadores Árbitro(s): Arturo Yamasaki (Perú) |

| Perú | Perú | Chile | Chile |
| ---- | --- | --- | ----- |
| Perú | Copa del Pacífico 1965, Partido de vuelta 28 de abril de 1965 en Estadio Nacional, Lima Resultado: 0:1 Asistentes: 45.000 Árbitro: Arturo Yamasaki (Perú) Reporte                    | Copa del Pacífico 1965, Partido de vuelta 28 de abril de 1965 en Estadio Nacional, Lima Resultado: 0:1 Asistentes: 45.000 Árbitro: Arturo Yamasaki (Perú) Reporte                                  | Chile |
| Perú | Luis Rubiños · Eloy Campos · José Fernández · Rodolfo Guzmán Jiménez · Anselmo Ruiz · Luis Cruzado · Víctor Calatayud · Ángel Uribe · Hugo Lobatón · Luis Zavala · Enrique Rodríguez | Francisco Nitsche · Aldo Valentini · Carlos Contreras · Humberto Donoso · Hugo Villanueva · Ignacio Prieto · Orlando Aravena · Pedro Araya · Honorino Landa · Alberto Fouillioux · Carlos Hoffmann | Chile |
| Perú | Marcos Calderón | Francisco Hormazábal | Chile |
| Perú | Manuel Grimaldo · Víctor Zegarra · Pedro Pablo León | Eugenio Méndez · Leonel Sánchez · Guillermo Yávar | Chile |
| Perú | Goles | | Chile |
| Perú | 0:1 54' Pedro Araya | | Chile |

## Tabla
| Equipo | Pts | PJ | PG | PE | PP | GF | GC | Dif |
| ------ | --- | -- | -- | -- | -- | -- | -- | --- |
| Chile  | 4   | 2  | 2  | 0  | 0  | 5  | 1  | +4  |
| Perú   | 0   | 2  | 0  | 0  | 2  | 1  | 5  | -4  |

| Chile         |
| Campeón CHILE |